# لايمان هول
لايمان هول (بالإنجليزية: Lyman Hall)‏ (و. 1724 – 1790 م) هو سياسي من المملكة المتحدة. كان عضوًا في حزب اليمين.
توفي في مقاطعة بورك (جورجيا)، عن عمر يناهز 66 عاماً.

## مناصب
تولى منصب حاكم جورجيا.

## التعليم
تعلم في جامعة ييل.